# Maria Magdalena (Goussonville)

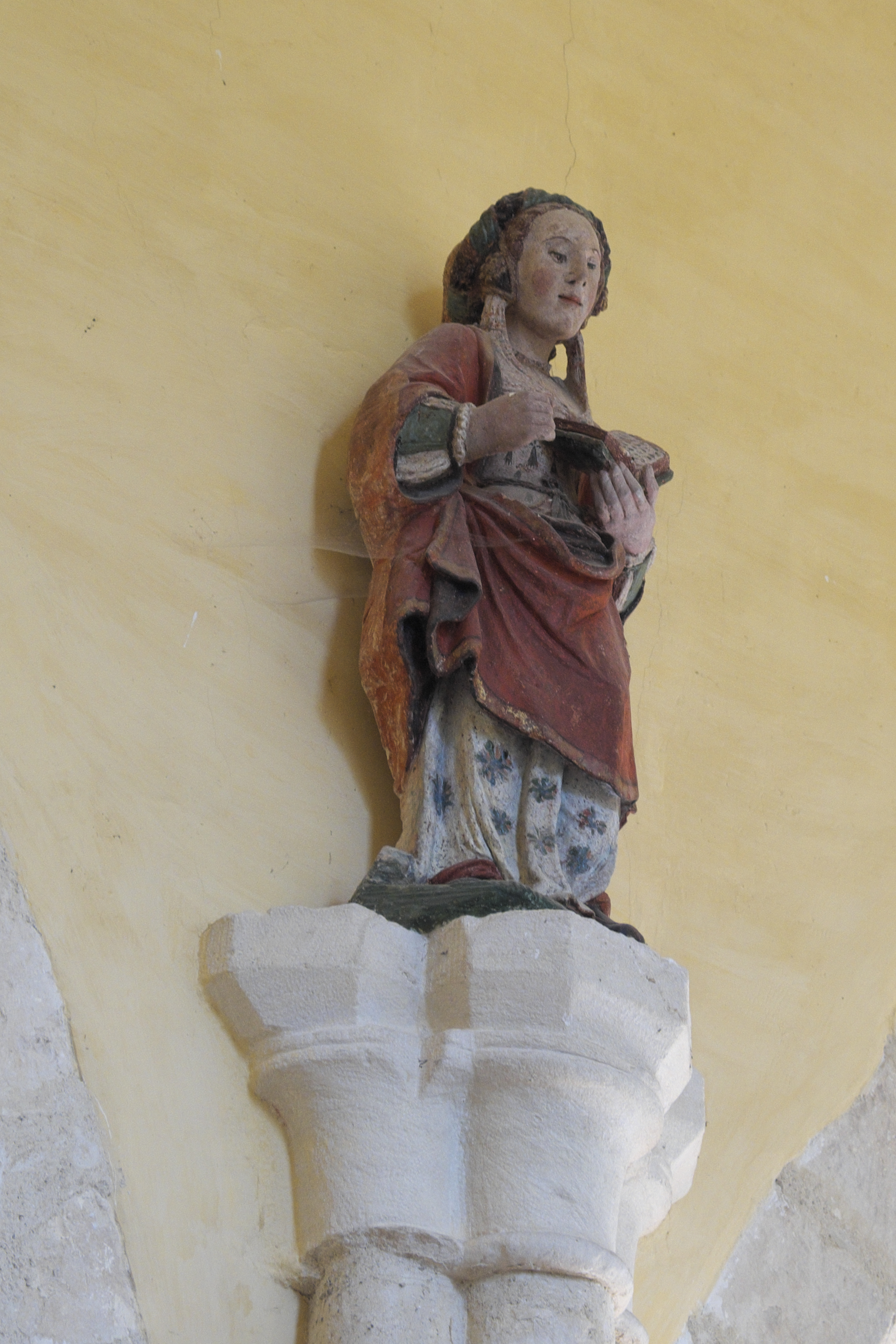
Maria Magdalena in Goussonville

Die Skulptur der Maria Magdalena in der katholischen Kirche St-Denis in Goussonville, einer französischen Gemeinde im Département Yvelines der Region Île-de-France, wurde im 16. Jahrhundert geschaffen. Im Jahr 1982 wurde die Skulptur als Monument historique in die Liste der geschützten Objekte (Base Palissy) in Frankreich aufgenommen.
Die Steinskulptur ist farbig gefasst. Die heilige Maria Magdalena hält in der linken Hand ein aufgeschlagenes Buch. Sie ist mit einem Kleid und einem Überhang im Stil der Renaissance bekleidet. 